# Teccalis
Teccalis war eine Masseneinheit (Gewicht) in Ostindien im Königreich Pegu. 
- 100 Teccalis = 40 Unzen (Venetian.) = 1 Biza ≈ 1571,5 Gramm (entspricht etwa 2 Pfund 5 Unzen schweres oder 3 Pfund 9 Unzen leichtes Gewicht)
- 1 Giro/Agito (1 G. = 392 ⅞ Gramm) = 25 Teccalis
- 1 Abucco = 12 1/2 Teccalis